# كولين تايلور
كولين تايلور (بالإنجليزية: Collin Taylor)‏ هو لاعب كرة قدم أمريكية أمريكي، ولد في 28 فبراير 1987.